# Laifour
Laifour és un municipi francès situat al departament de les Ardenes i a la regió del Gran Est. L'any 2007 tenia 514 habitants.

## Demografia

### Població
El 2007 la població de fet de Laifour era de 514 persones. Hi havia 220 famílies de les quals 64 eren unipersonals (36 homes vivint sols i 28 dones vivint soles), 72 parelles sense fills, 68 parelles amb fills i 16 famílies monoparentals amb fills.
La població ha evolucionat segons el següent gràfic:
Habitants censats

### Habitatges
El 2007 hi havia 266 habitatges, 223 eren l'habitatge principal de la família, 20 eren segones residències i 23 estaven desocupats. 221 eren cases i 42 eren apartaments. Dels 223 habitatges principals, 161 estaven ocupats pels seus propietaris, 57 estaven llogats i ocupats pels llogaters i 5 estaven cedits a títol gratuït; 1 tenia una cambra, 12 en tenien dues, 36 en tenien tres, 55 en tenien quatre i 120 en tenien cinc o més. 128 habitatges disposaven pel capbaix d'una plaça de pàrquing. A 99 habitatges hi havia un automòbil i a 73 n'hi havia dos o més.

### Piràmide de població
La piràmide de població per edats i sexe el 2009 era:
| Homes | Edats   | Dones |
| ----- | ------- | ----- |
| 0     | 95 o +  | 0     |
| 0     | 90 a 94 | 0     |
| 0     | 85 a 89 | 12    |
| 0     | 80 a 84 | 0     |
| 12    | 75 a 79 | 12    |
| 16    | 70 a 74 | 20    |
| 20    | 65 a 69 | 32    |
| 8     | 60 a 64 | 24    |
| 8     | 55 a 59 | 8     |
| 16    | 50 a 54 | 12    |
| 16    | 45 a 49 | 20    |
| 36    | 40 a 44 | 36    |
| 20    | 35 a 39 | 8     |
| 8     | 30 a 34 | 16    |
| 4     | 25 a 29 | 16    |
| 24    | 20 a 24 | 8     |
| 16    | 15 a 19 | 28    |
| 16    | 10 a 14 | 32    |
| 16    | 5 a 9   | 20    |
| 20    | 0 a 4   | 4     |

## Economia
El 2007 la població en edat de treballar era de 332 persones, 235 eren actives i 97 eren inactives. De les 235 persones actives 181 estaven ocupades (109 homes i 72 dones) i 54 estaven aturades (23 homes i 31 dones). De les 97 persones inactives 33 estaven jubilades, 24 estaven estudiant i 40 estaven classificades com a «altres inactius».

### Ingressos
El 2009 a Laifour hi havia 220 unitats fiscals que integraven 508 persones, la mediana anual d'ingressos fiscals per persona era de 15.255 €.

### Activitats econòmiques
Dels 7 establiments que hi havia el 2007, 1 era d'una empresa de fabricació d'altres productes industrials, 3 d'empreses de construcció, 1 d'una empresa de comerç i reparació d'automòbils, 1 d'una empresa d'hostatgeria i restauració i 1 d'una empresa d'informació i comunicació.
Dels 2 establiments de servei als particulars que hi havia el 2009, 1 era un paleta i 1 guixaire pintor.
L'únic establiment comercial que hi havia el 2009 era una botiga de menys de 120 m².

## Equipaments sanitaris i escolars
El 2009 hi havia una escola elemental.

## Poblacions més properes
El següent diagrama mostra les poblacions més properes.